# Rüben
Die Rüben (Beta) sind eine Pflanzengattung innerhalb der Familie der Fuchsschwanzgewächse (Amaranthaceae). Aus der Art Rübe (Beta vulgaris) sind viele unterschiedliche Kulturpflanzen hervorgegangen. Allerdings gehören nicht alle als „Rübe“ bezeichneten Pflanzen zur Gattung Beta, so sind die Speiserübe und die Steckrübe zur Gattung Brassica zu rechnen und nicht besonders nahe mit den „echten Rüben“ verwandt.

## Beschreibung

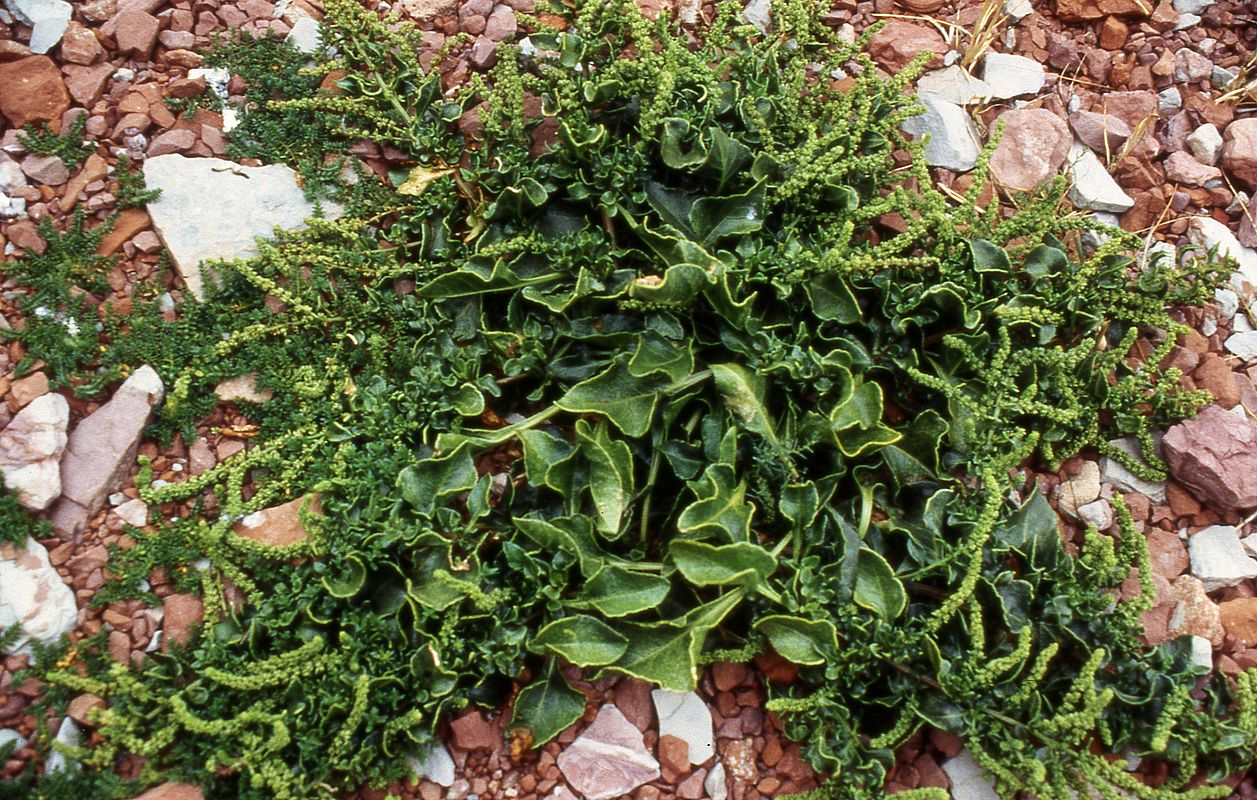
Wilde Rübe (Beta vulgaris subsp. maritima)

### Vegetative Merkmale
Rüben-Arten (Beta spec.) sind ein-, zweijährige bis ausdauernde krautige Pflanzen. Die Wurzeln sind oft stark verdickte, fleischige Rüben, sie können aber auch dünn, holzig und verzweigt sein. Die in der Regel gerippten und gestreiften Stängel wachsen niederliegend, aufsteigend oder aufrecht.
Die wechselständig an den Stängeln angeordneten Laubblätter sind lang gestielt bis sitzend, die Blattstiele sind gelegentlich verdickt. Die einfachen Blattspreiten sind flach und ganzrandig, meist kahl oder spärlich zerstreut behaart.

### Blütenstände und Blüten
Die Blüten sitzen in verlängerten ährigen Blütenständen einzeln oder in Knäueln von zwei bis drei (selten mehr) Blüten in der Achsel der Tragblätter. Die Tragblätter können groß und blattartig (beispielsweise bei Beta macrorhiza) oder sehr klein sein.
Die zwittrigen Blüten sind radiärsymmetrisch. Die Blütenhülle besteht aus fünf am Grund verwachsenen Blütenhüllblättern (Tepalen). Die Zipfel der Blütenhüllblätter sind entweder grün mit dicker Mittelrippe und oben kapuzenförmig zusammengezogen (Sektion Beta) oder sie sind blütenblattartig weißlich, gelblich oder rötlich gefärbt (bei Sektion Corollinae). Es ist ein Kreis mit fünf Staubblättern vorhanden, die ringförmig um den Fruchtknoten stehen und unten zu einer drüsigen Scheibe (Diskus) verwachsen sind. Die Staubbeutel sind oval. Kennzeichnend für diese Gattung ist ein halbunterständiger Fruchtknoten. Er trägt oben zwei bis drei (selten bis zu fünf) Narben mit einer papillösen Oberfläche.

### Früchte und Samen
Zur Fruchtzeit verhärtet die untere Hälfte der Blütenhülle oder wird fleischig. Häufig verwächst sie auch mit den benachbarten Blüten im Knäuel. Die Frucht bleibt von der Blütenhülle umschlossen und liegt eingebettet in der Blütenbasis. Der horizontale Same ist abgeflacht kugelig. Seine lederige Samenschale hat eine glatte oder glänzende Oberfläche. Der ringförmige Embryo umgibt das reichlich vorhandene Nährgewebe.

### Chromosomensätze
Die Chromosomengrundzahl beträgt x = 9.

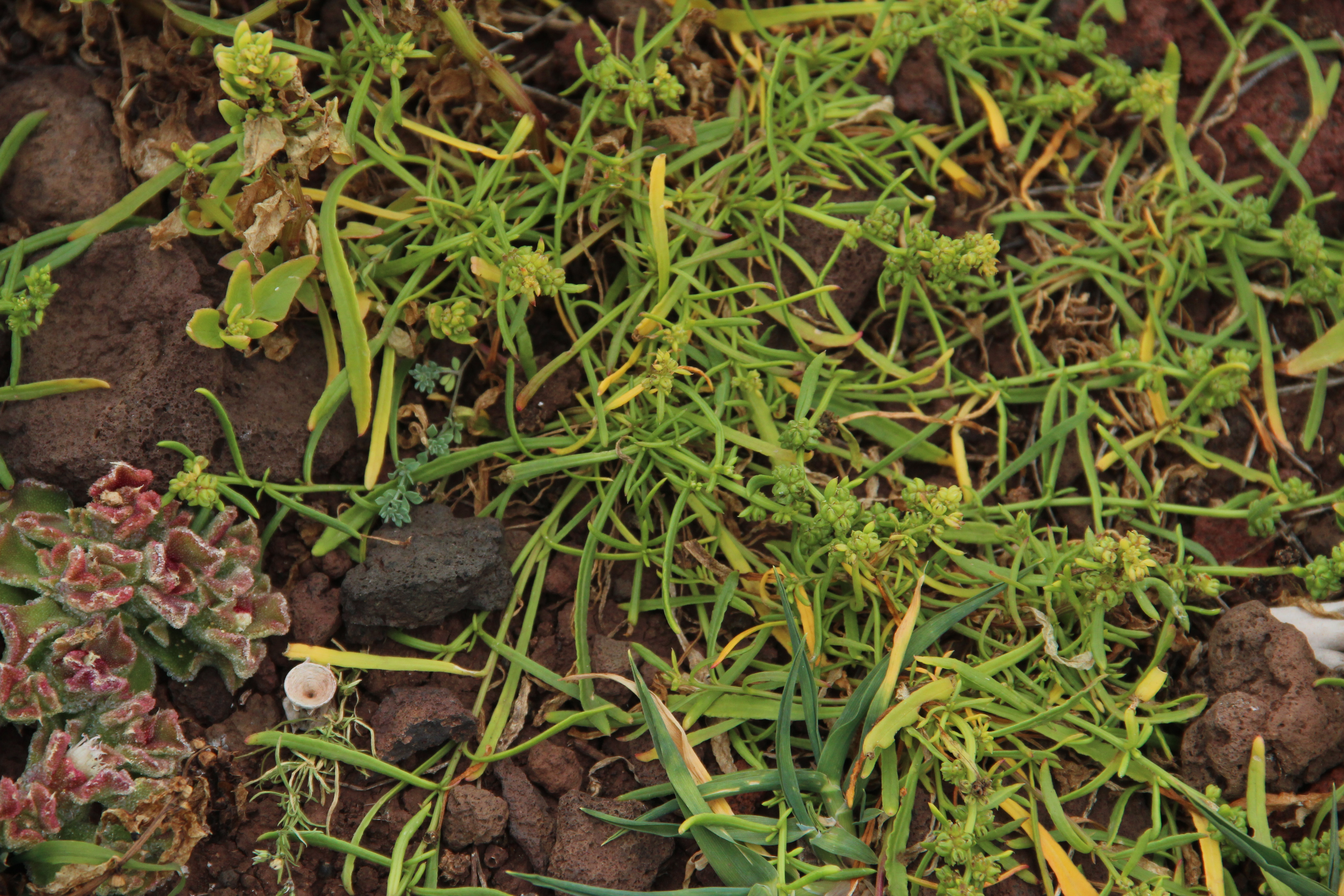
Beta patula

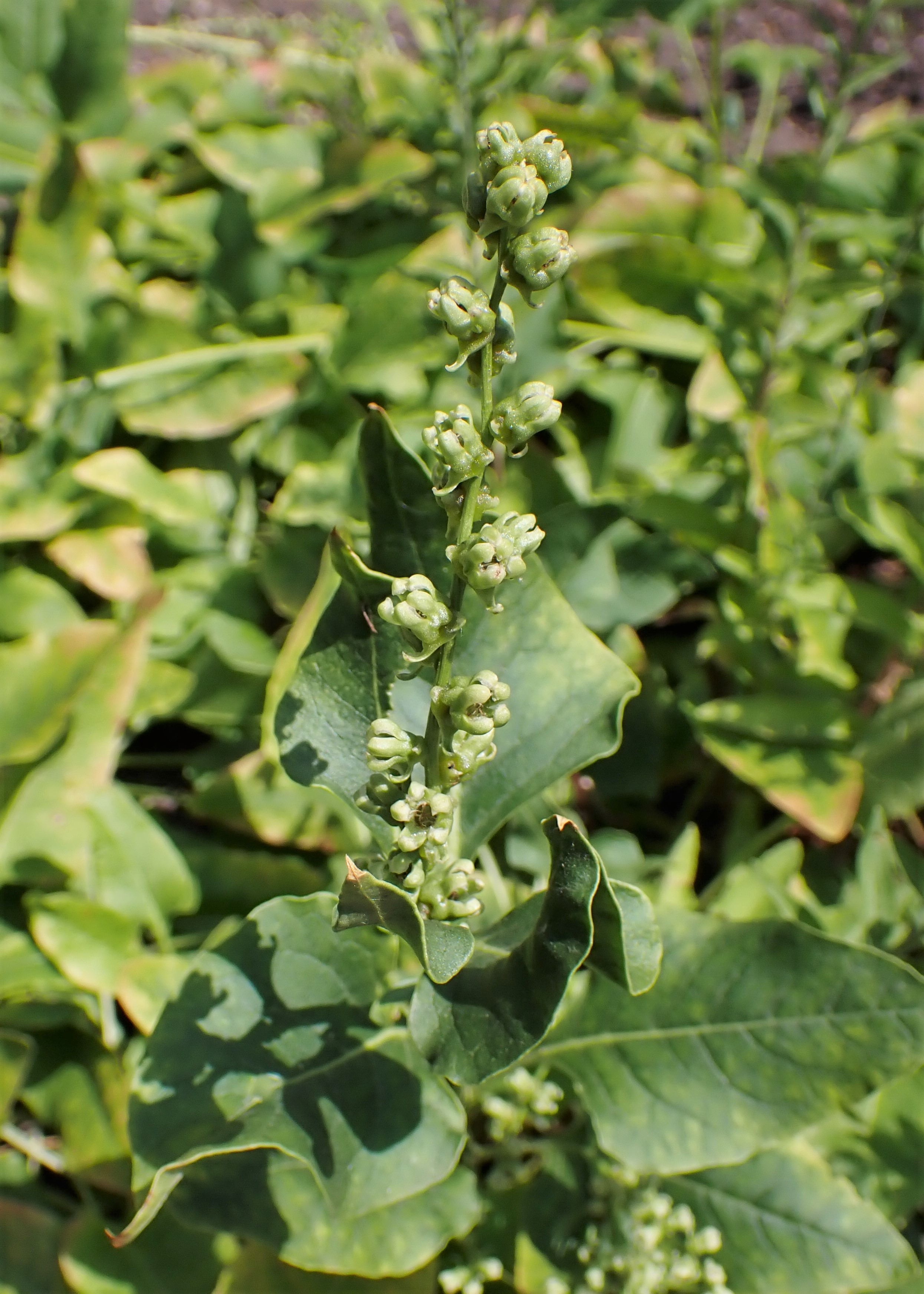
Dreinarbige Rübe (Beta trigyna)

## Systematik und Verbreitung
Die Gattung Beta wurde 1753 von Carl von Linné in Species Plantarum, Tomus I, Seite 222 aufgestellt. Die Typusart ist Beta vulgaris L.
Die Gattung Beta gehört in die Unterfamilie Betoideae innerhalb der Familie der Fuchsschwanzgewächse (Amaranthaceae). Früher wurde sie zu den Gänsefußgewächsen (Chenopodiaceae) gestellt, diese sind inzwischen in den Fuchsschwanzgewächsen enthalten.
Rüben-Arten sind in Nordafrika, Europa und Vorderasien bis nach Indien heimisch. Die Kultur- und Wildformen von Beta vulgaris wurden aber auch in andere Erdteile verbreitet.
Die Gattung Beta wird nach phylogenetischen Untersuchungen von Kadereit et al. 2006 in zwei Sektionen gegliedert und enthält etwa sieben Arten:
- Beta Sektion Beta: Diese Arten besitzen grüne Tepalen mit Rückenrippe und kapuzenförmiger Spitze. Die Zipfel der Tepalen sind teilweise der Frucht angedrückt und meist länger als die Frucht. Alle wilden Pflanzen wachsen an Küsten oder an salzigen Stellen. Die Einteilung dieser Gruppe ist häufig geändert worden, so wurde sie in ein bis sieben Arten mit fünf bis 35 Unterarten und Varietäten untergliedert. Bei phylogenetischen Untersuchungen ließen sich nur zwei Arten unterscheiden:
  - Beta macrocarpa Guss.: Ihr Verbreitungsgebiet umfasst Küsten des Mittelmeers von der südlichen Iberischen Halbinsel und des nordwestlichen Afrikas über Italien, Griechenland und die Ägäis bis nach Israel.
  - Rübe (Beta vulgaris) L. s. l. (inklusive Beta adanensis Pamukc.): Sie ist von den Atlantikküsten Westeuropas über das Mittelmeergebiet bis nach Indien verbreitet.
    - Hierzu zählen die Wilde Rübe und die Kulturformen Mangold, Zuckerrübe, Futterrübe und Rote Bete.

  - Beta patula Aiton, endemisch auf Madeira, wird in der IUCN Red List als weitere Art dieser Sektion aufgeführt und als "Critically Endangered" eingestuft.[2]

- Beta Sektion Corollinae (inklusive Beta Sektion Nanae Ulbr.): Bei diesen Arten sind die Tepalen blumenblattartig, und weißlich, gelblich, rötlich oder grünlich gefärbt. Diese Arten kommen im östlichen Mittelmeergebiet und Südwestasien vor.
  - Beta lomatogona Fisch. & C.A.Meyer: Diese ausdauernde krautige Pflanze kommt von der Türkei über Transkaukasien bis in den nordwestlichen Iran vor. Sie wächst an Felshängen und im Kulturland.
  - Beta macrorhiza: Stev.: Sie ist eine ausdauernde krautige Pflanze. Sie ist von der zentralen Türkei bis in den nordwestlichen Iran verbreitet und wächst an Felshängen und an Feldrändern.
  - Beta corolliflora Zosimovic ex Buttler: Die ausdauernde krautige Pflanze ist von der östlichen Türkei bis in den nordwestlichen Iran verbreitet. Sie wächst an Felshängen und Feldrändern.
  - Dreinarbige Rübe[3] (Beta trigyna Waldst. & Kit.): Die ausdauernde krautige Pflanze ist vom Balkan über die Ukraine, die Türkei und den Kaukasus bis zum Iran verbreitet. Eingebürgert kommt sie auch auf den Britischen Inseln und in Frankreich vor.[4] In Mitteleuropa kommt sie selten und meist unbeständig in Deutschland und in Niederösterreich im Weinviertel vor.[3]
  - Beta nana Boiss. & Heldr.: Diese ausdauernde krautige Pflanze ist im Bergland von Griechenland endemisch.[5]

Die früher ebenfalls zu Beta gestellten Arten Beta patellaris Moq., Beta procumbens C.Sm. ex Hornem. und Beta webbiana Moq. gehören nach phylogenetischen Untersuchungen nicht hierher und werden jetzt als eigene Gattung Patellifolia A.J.Scott, Ford-Lloyd & J.T.Williams abgetrennt.

## Evolution
Bereits im Späten Oligozän trennten sich die Entwicklungslinien von Beta und Patellifolia. Die Vorfahren von Beta wuchsen im Mittelmeerraum und begannen vor etwa sieben Millionen Jahren, sich in verschiedenen Sippen zu differenzieren (im Messinium des Späten Miozän). Dabei entstanden zwei deutlich getrennte Abstammungslinien auf beiden Seiten des Mittelmeerraums: die westlichen wilden Rübenarten Beta vulgaris, Beta macrocarpa und Beta patula, die an Küsten oder gestörten Plätzen vorkommen; sowie die östlichen wilden Rübenarten, unter anderem Beta corolliflora, Beta nana und Beta trigyna, die kontinentale Gebirge besiedeln.
Vor etwa 6 Millionen Jahren war das Mittelmeer zu großen Teilen ausgetrocknet (Messinische Salinitätskrise), dabei entstanden wahrscheinlich ausgedehnte Salzmarschen und andere salzige Standorte. Durch das spätere Zurückfluten des Meeres wurden die Marschen getrennt und die Sippen voneinander isoliert. Folgende Klimaänderungen führten zu weiterer Aufspaltung der Sippen. Im Pleistozän gelang den wilden Rüben die Besiedelung der Makaronesischen Inseln, es wird vermutet, dass dabei Anpassungen ihrer Früchte an die Verbreitung im Meerwasser eine Rolle gespielt haben. Die auf den Inseln entstandenen Sippen (Beta patula) sind also vergleichsweise jung.

## Nutzung
Die Rübe (Beta vulgaris L. subsp. vulgaris) ist wirtschaftlich bedeutend als zuckerliefernde Pflanze (Zuckerrübe), als Gemüsepflanze (Mangold und Rote Bete), und als Futterpflanze (Futterrübe). Außerdem findet diese Art als Heilpflanze, Zierpflanze, Farbstoffe liefernde Pflanze und als nachwachsender Rohstoff Verwendung. Sie ist die wirtschaftlich wichtigste Nutzpflanze innerhalb der Ordnung der Nelkenartigen (Caryophyllales). Daher kommt ihren näheren Verwandten, insbesondere den Gattungen Beta und Patellifolia, eine große Bedeutung als Crop wild relative (CWR) zu.